# Zachobiella
Zachobiella is een geslacht van insecten uit de familie van de bruine gaasvliegen (Hemerobiidae), die tot de orde netvleugeligen (Neuroptera) behoort.

## Soorten
- Z. hainanensis Banks, 1939
- Z. jacobsoni Esben-Petersen, 1926
- Z. lobata New, 1988
- Z. marmorata Navás, 1926
- Z. pallida Banks, 1939
- Z. punctata Banks, 1920
- Z. striata Nakahara, 1966
- Z. submarginata Esben-Petersen, 1929